# 도미다하마역
도미다하마역(일본어: 富田浜駅)은 일본 미에현 욧카이치시에 있는 도카이 여객철도 간사이 본선의 역이다.

## 타는 곳
| 1 | ■ 간사이 본선 | 하행 | 욧카이치 · 마쓰사카 방면 |
| 2 | ■ 간사이 본선 | 상행 | 나고야 방면              |

## 이용 현황
| 연도     | 하루 평균 승차인원 |
| 1998년도 | 198명              |
| 1999년도 | 194명              |
| 2000년도 | 190명              |
| 2001년도 | 158명              |
| 2002년도 | 140명              |
| 2003년도 | 137명              |
| 2004년도 | 136명              |
| 2005년도 | 143명              |
| 2006년도 | 153명              |
| 2007년도 | 158명              |
| 2008년도 | 166명              |
| 2009년도 | 170명              |
| -------- | ------------------ |

## 역 주변
- 욧카이치 항 포트 빌딩
- 국도 제1호선
- 국도 제23호선

## 역사
- 1907년 7월 1일 : 도미다하마 임시 정거장으로 개업. 해수욕객 전용 임시역.
- 1928년 3월 1일 : 도미다하마역으로 승격.
- 1970년 10월 1일 : 무인역화.
- 1987년 4월 1일 : 도카이 여객철도로 이관.
- 2006년 11월 25일 : TOICA 도입.

## 인접정차역
| 도카이 여객철도 간사이 본선 | 도카이 여객철도 간사이 본선 | 도카이 여객철도 간사이 본선 |
| --------------------------- | --------------------------- | --------------------------- |
| 도미다 나고야 방면          | ■ 구간쾌속 · ■ 보통         | 욧카이치 가메야마 방면      |